# Spice Girls
Spice Girls (МФА: [spaɪs ɡɜːlz]) — британський жіночий попгурт, що досяг величезної популярності в другій половині 1990-х рр. Заснований у 1994 році. До складу входили Мелані Браун («Mel B»), Джері Галлівелл («Ginger Spice»), Емма Бантон («Baby Spice»), Мелані Чисголм («Melanie C») та Вікторія Бекхем («Posh Spice»). Зі своїм лозунгом-мантрою «girl power» вони переосмислили концепцію жіночої групи, націлившись на молоду жіночу аудиторію. Вони очолили відродження підліткової (teen pop) поп-музики в 1990-х роках, були основною частиною ери „Крутезна Британія“ (Cool Britannia) і стали іконами поп-культури десятиліття.
Гурт зібрала компанія Heart Management за оголошенням у газеті The Stage, щоб конкурувати з популярними в той час британськими бой-бендами. У перші роки гурт був у тіні, після відходу від Heart, Spice Girls найняли Саймона Фуллера, що й «розкрутив» їх, також підписав контракт з Virgin Records. Для кожної з учасниць було придумано яскравий образ і відповідний псевдонім. У 1996 році вони випустили свій дебютний сингл «Wannabe», який досяг першого місця в чартах 37 країн. Їхній дебютний альбом Spice (1996) розійшовся тиражем понад 23 мільйони копій по всьому світу, ставши найбільш продаваним альбомом жіночого гурту в історії. Вони випустили ще три сингли, що посіли першу сходинку: «Say You'll Be There», «2 Become 1» та «Who Do You Think You Are»/«Mama». Другий альбом гурту, Spiceworld (1997), розійшовся тиражем понад 14 мільйонів копій по всьому світу. Spice Girls досягли трьох синглів номер один з альбому: «Spice Up Your Life», «Too Much» та «Viva Forever». Обидва альбоми увібрали в себе стиль денс-поп та посил гурту про розширення прав і можливостей жінок, з вокальним та пісенний внеском, що поділявся порівну між учасницями.
У 1997 році Spice Girls дебютували з живими концертами і випустили повнометражний фільм Spice World, який мав комерційний успіх. У 1998 році гурт вирушив у тур Spiceworld Tour, який відвідали приблизно 2,1 мільйона людей по всьому світу, ставши найкасовішим концертним туром жіночої групи.
Вийшли два успішні альбоми (усього було продано 53 мільйони платівок, і це стало рекордом серед жіночих гуртів аж до появи «Destiny's Child»), а також музичний фільм «Spiceworld» (1997).

## Історія гурту[12]

### 1993—1996
У середині 1990-х родина продюсерів Боба Герберта, Кріса Герберта і Ліндсі Кесбон почали створювати жіночий гурт, який став би конкурентом популярним бойз-бендам «Take That» та «East 17». Однак, у той час герлз-бенди були не популярні.
У лютому 1994 року розмістили оголошення в журналі «Stages»: «Потрібні дівчата віком від 18 до 23 років, здатні співати й танцювати, гарні, працьовиті, чесні. Будь ласка, принесіть ноти та свою аудіокасету».
Перший кастинг відбувся в п'ятницю, 4 березня 1994 року, 11:00 — 17:30 за Лондонським часом.
Приблизно 400 дівчат відгукнулися на оголошення і прийшли на кастинг. Після цього під час кастингу дівчата повинні були заспівати свої сольні пісні. Попередньо були відібрані Вікторія Адамс, Мелані Браун, Мелані Чісхолм і Мішель Стівенсон, якій на той момент було всього 17 років. Після прослуховування дівчата повернулися додому і чекали відповіді протягом декількох тижнів. Джері Холлівелл помітила оголошення, але на кастингу була відсутня, тому що незадовго до того вона відпочивала в Іспанії й пропустила прослуховування, тому що сильно обгоріла на сонці.
У квітні 1994 року дівчата отримали відповідь і їх ще раз запросили на прослуховування в студію Nomis. Відібраними дівчатами були: Сюзанна Тинкер, Мелані Леккохі, Ліен Морган, Мішель Стівенсон, Мелані Браун, Мелані Чісхолм, Вікторія Адамс та інші учасниці. Джері Холлівелл побачила оголошення через два місяці й тільки тоді зважилася зателефонувати в студію. У підсумку Джері пройшла кастинг і долучилася до решти 12 відібраних солісток. Після цього вони були розділені на три групи з чотирьох учасниць. Дівчатам, на той час, здавалося, що «Простий Крок до Небес» буде вічним. У першій групі були Адамс, Браун, Стівенсон і Морган, а незабаром до них приєдналася і Холлівелл. Після прослуховування учасниці повернулися додому і чекали ще два тижні. Мелані Чісхолм була на першому прослуховуванні, але не могла відвідати другий через застуду. Її мати дзвонила на студію, щоб попросити дати її дочці ще один шанс, на що їй відповіли, що вже відібрано 5 учасниць і більше прослуховувань не буде, і якщо Мелані не встигне до кінця місяця приїхати на студію, то іншого шансу їй більше ніхто не надасть.
Одним тижнем опісля претендентки ще раз були запрошені на студію. Цього разу залишилося чотири учасниці, п'яту ж продовжували шукати. Незабаром Морган отримала лист, в якому було сказано, що вона не підходить для дівочого гурту, тому, що виглядає надто старою поряд з іншими учасницями, і їй в заміну взяли Мелані Чісхолм. Нарешті, гурт визначився з назвою та складом. Спочатку він називався «Touch» і до його складу увійшли Вікторія Адамс, Мелані Браун, Мелані Чісхолм, Мішель Стівенсон і Джері Холлівелл. Все літо активно йшли репетиції в будинку в Бойн Хілл-Роуд. Дівчата зняли невеличку квартирку в центрі Лондона.
Протягом перших двох місяців гурт працював в студії звукозапису Хілл Брекнелл. Першим демозаписом стала «Sugar And Spice», написана Тімом Хоузом. Також дівчата продовжували працювати над пластикою (хореографія). Незабаром з гурту звільняють Мішель Стівенсон. Боб Герберт заявив, що Мішель просто не вписувалася і тому продюсер був змушений звільнити дівчину. Однак Стівенсон заявила, що вона сама вирішила залишити гурт через хворобу її матері, якій було діагностовано рак молочної залози. Герберт став шукати заміну Мішель, в підсумку була обрана Абігель Кіш. Однак, вона протрималася пару місяців через проблеми з особистим життям. Емма Бантон потрапила за рекомендацією педагога з вокалу Пепе Лемір. Бантон сподобалася Герберту і була запрошена в гурт, де її у вересні 1994 року прийняли з розпростертими обіймами.
У березні 1995 року припиняється співпраця через конфлікт гурту з Бобом Гербертом. Гуртом зацікавився Саймон Фуллер, дівчата підписали контракт з лейблом звукозапису Virgin Records на запис дебютного альбому у вересні 1995 року.
На початку 1996 року гурт офіційно став називатися «Spice Girls».

### 1996—1997
8 липня 1996 Spice Girls випустили дебютний сингл «Wannabe», а через деякий час відбулася прем'єра однойменного дебютного відеокліпу. Сингл миттєво став хітом, а пісня ставилася в ротацію 502 рази на тиждень. У дівчат відбувся перший виступ на телебаченні на каналі LWT. У липні 1996 року в учасниць гурту було перше інтерв'ю з Полом Горманом, головним редактором газети «Музичний тиждень». Він визнав, «що „Spice Girls“ збираються зробити революцію й переворот у світі музики». Пісня сім тижнів пробула на вершині британського пісенного хіт-параду і стала поштовхом до світової популярності гурту, до кінця року зайнявши перші місця в хіт-парадах ще 21 країни. Spice Girls випустили три студійні альбоми, продані в усьому світі сумарним тиражем понад 75 мільйонів копій. Гурт є найпопулярнішим (комерційно успішним) жіночим гуртом в історії попмузики, про що свідчать високі тиражі проданих альбомів і синглів, високі місця в хіт-парадах, відвідуваність концертів та продаж товарів з символікою гурту. У жовтні вийшов другий сингл «Say You'll Be There», для знімання кліпу гурт вирушив в пустелю.
3 листопада 1996 відбувся реліз дебютного альбому «Spice», який був розпроданий тиражем понад півтора мільйона копій.
16 грудня 1996 вийшов третій сингл «2 Become 1», так само посів високі позиції в хіт-парадах Великої Британії. Існує й іспанська версія цієї пісні.

### 1997—1998
Під керівництвом свого наставника і менеджера, Саймона Фуллера, Spice Girls досягли вершин популярності в середині-кінці 1990-х років. Учасниці гурту стали популярними героїнями британської преси й в 1997 році отримали від журналу Top of the Pops прізвиська: Пош-Спайс (Адамс), Бебі-Спайс (Бантон), Спорті-Спайс (Чісхолм), Скері-Спайс (Браун) і Джинджер-Спайс (Холлівелл). Ці прізвиська стали вживатися як іншими ЗМІ, так і самими учасницями. Біограф Девід Сінклер у своїй книзі «Wannabe: How The Spice Girls Reinvented Pop Fame» так схарактеризував популярність гурту: «Скері, Бебі, Джинджер, Пош і Спорті були самим впізнаваним колективом з часів Джона, Пола, Джорджа і Рінго».

### 1999—2000
Forever, сольна робота та перерва

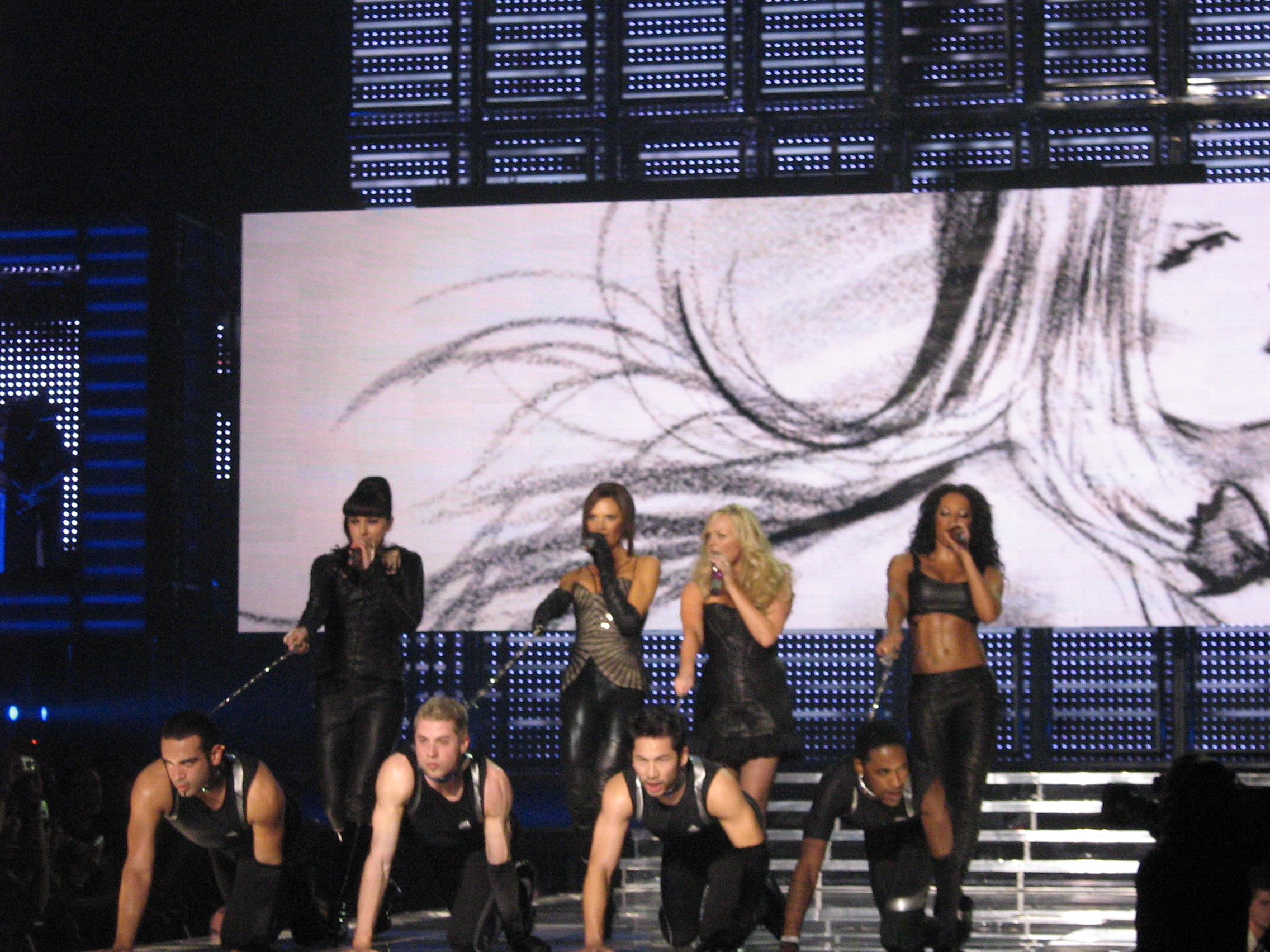
Spice Girls як квартет виконують «Holler» у Кельні, Німеччина, під час туру «Return of the Spice Girls»

30 травня 1998 Холлівелл несподівано покинула Spice Girls на піку їх популярності, щоб продовжити свою музичну кар'єру сольно. Гурт в цей час збирався в тур Північною Америкою, який згодом провели без участі Джері. Вже після відходу Холліуелл вийшов кліп на пісню Viva Forever, що стала одним з головних хітів серпня 1998 року, в якому учасниці гурту знімалися ще в повному складі; також гурт брав участь у записі кількох пісень для нового альбому гурту, Forever, який Spice Girls закінчили і випустили вчотирьох, але він продавався помітно гірше двох попередніх. Пісні Goodbye і Let Love Lead the Way, що вийшли на цьому альбомі, вважаються своєрідним прощанням інших учасниць із Джері. Уже 2001 року всі учасниці займалися власними проєктами, хоча офіційної заяви про розпад гурту зроблено не було.

### 2007—2008
Повернення Spice Girls та Greatest Hits

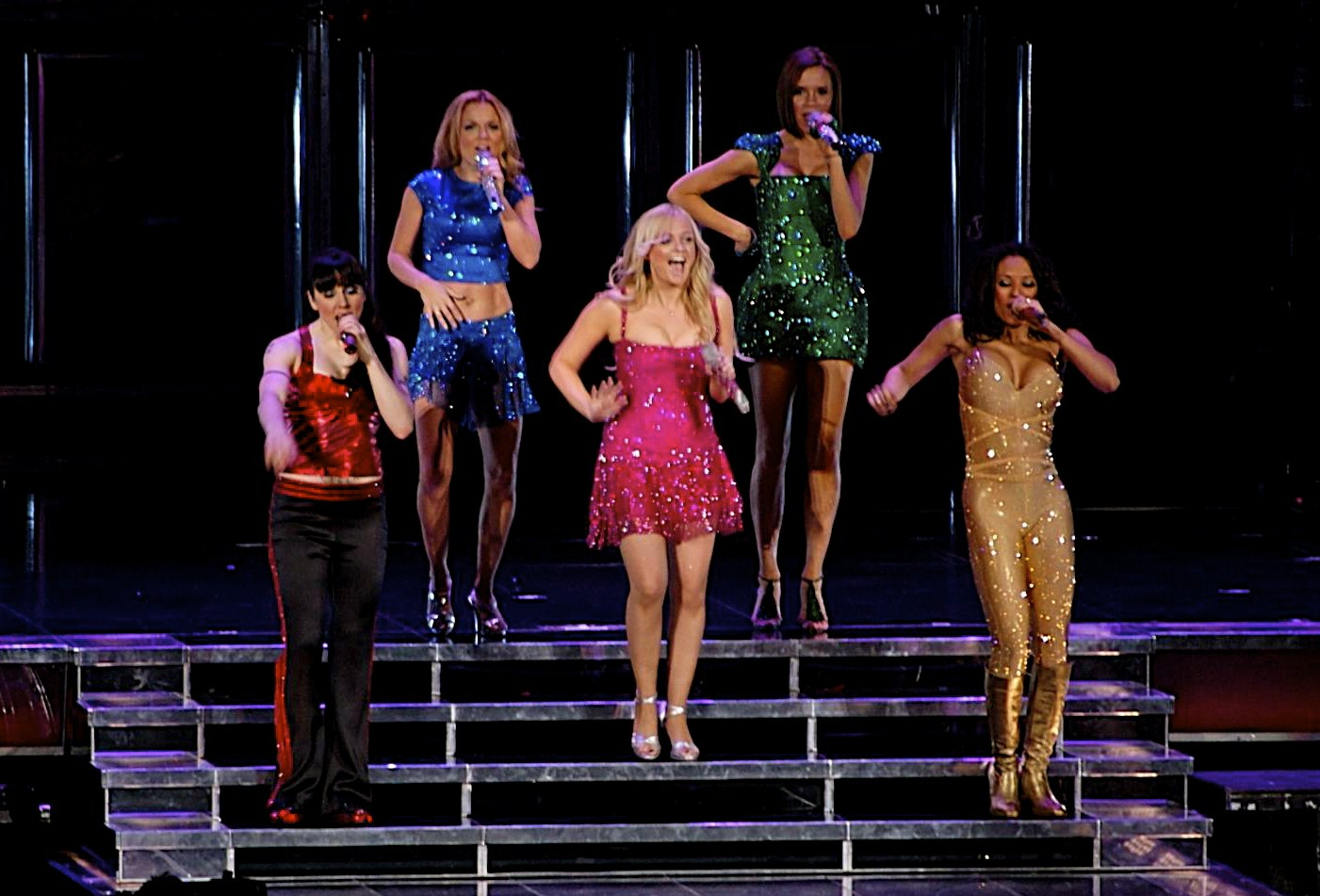
Spice Girls виконують "Wannabe" як заключний номер свого the Return of the Spice Girls Tour, у Air Canada Centre, в Торонто

"Я хотіла, щоб мої діти бачили, що мама була попзіркою. Це була остання можливість для них стояти в натовпі, повному людей, що кричали для Spice Girls". — Вікторія Бекхем. Інтерв'ю для «People».
У 2007 році Spice Girls оголосили про возз'єднання та проведення туру на підтримку нового альбому «Greatest Hits». Тур приніс кожній учасниці дохід у розмірі 10 мільйонів фунтів стерлінгів (близько 20 мільйонів доларів). Раніше Вікторія згадувала, що кожній учасниці подобається сольна кар'єра в різних музичних напрямках, проте на початку листопада 2007 року вийшов альбом «Greatest Hits», а тур стартував 2 грудня 2007 року. Для туру Вікторія перефарбувалася в темний колір, і її сини говорили, що Posh-Spice повернулася. Під час виступу в Лондоні на The O2 Arena, композицію «Mama» Вікторія виконувала разом зі своїми синами. Під час виступу в Канаді, коли кожна з учасниць виконували свої найуспішніші соло-композиції, Вікторія зробила те, що вона вміє найкраще — влаштувала показ на подіумі, де танцюристи зображували папараці. Один з критиків говорив: «Я бачила Spice Girls десять років тому, і це був час Джері й Мел Бі. Цього разу Posh отримала більше відгуків, ніж коли співала сольні композиції. Вона це теж розуміє, і здається, це додає їй сил працювати ще більше, щоб шоу тривало».
Режисер Боб Смітон зняв офіційний фільм туру під назвою «Spice Girls: Giving You Everything», спочатку він його показали на каналі Fox8 в Австралії. 31 грудня 2007 його транслювали на каналі BBC One у Великій Британії. Також учасниці гурту знялися в рекламі Tesco, за що отримали по 1 мільйону фунтів стерлінгів кожна.
Пізніше гурт оголосив, що 26 лютого 2008 року відбудеться останній концерт світового туру, таким чином скасувавши виступи в Австралії, Китаї, ПАР і Аргентині. Представник гурту пояснив їх рішення особистими та сімейними зобов'язаннями.

### 2010, 2012

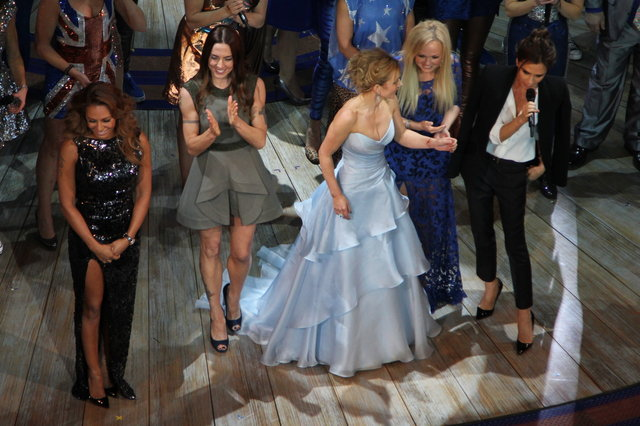
Spice Girls на прем'єрі Viva Forever!, 2012

Viva Forever! та Лондонська Олімпіада
У 2010 році на церемонії вручення премії Brit Awards Spice Girls отримали спеціальну нагороду за «Найкращий виступ 30-тиріччя» ("Best Performance of the 30th Year"). Нагороду присудили за виконання пісень «Wannabe» та «Who Do You Think You Are» на церемонії Brit Awards у 1997 році, а Джері Галлівелл і Мел Бі, від імені гурту, отримали нагороду з рук Саманти Фокс.
У тому ж році Spice Girls співпрацювали з Фуллером, Джуді Креймер і Дженніфер Сондерс, щоб розробити сценічний мюзикл Viva Forever!. Подібно до мюзиклу ABBA Mamma Mia!, Viva Forever! використовував музику гурту для створення оригінальної історії. У червні 2012 року, для просування мюзиклу, Spice Girls возз'єдналися для прес-конференції в лондонському готелі St. Pancras Renaissance, де рівно шістнадцять років тому було знято кліп на пісню «Wannabe». Вони також з'явилися в документальному фільмі Spice Girls' Story: Viva Forever!, який вийшов в ефір 24 грудня 2012 року на ITV1. Прем'єра «Viva Forever!» відбулася у Вест-Ендському Пікаділлі Театрі в грудні 2012 року, за участю всіх п'ятьох учасниць Spice Girls. Він був розкритикований критиками і закритий через сім місяців, втративши щонайменше £5 мільйонів.
12 серпня 2012 року гурт Spice Girls у повному складі возз'єдналися на один день, щоб виконати попурі з пісень «Wannabe» та «Spice Up Your Life» на церемонії закриття Літніх Олімпійських ігор 2012 року в Лондоні. Їхній виступ отримав визнання і став найбільш ретвітованим моментом Олімпіади з більш ніж 116'000 твітів на хвилину в Twitter.

### 2016, 2018–2019
GEM та Spice World tour
8 липня 2016 року Geri, Emma та Mel B випустили відео, присвячене 20-річчю «Wannabe», і тизерили новини від цього тріо. Бекхем і Чисголм вирішили не брати участі, але дали своє благословення проекту. Нова пісня «Song for Her» була опублікована в Інтернеті в листопаді. Проєкт возз'єднання було скасовано через вагітність Галлівелл.

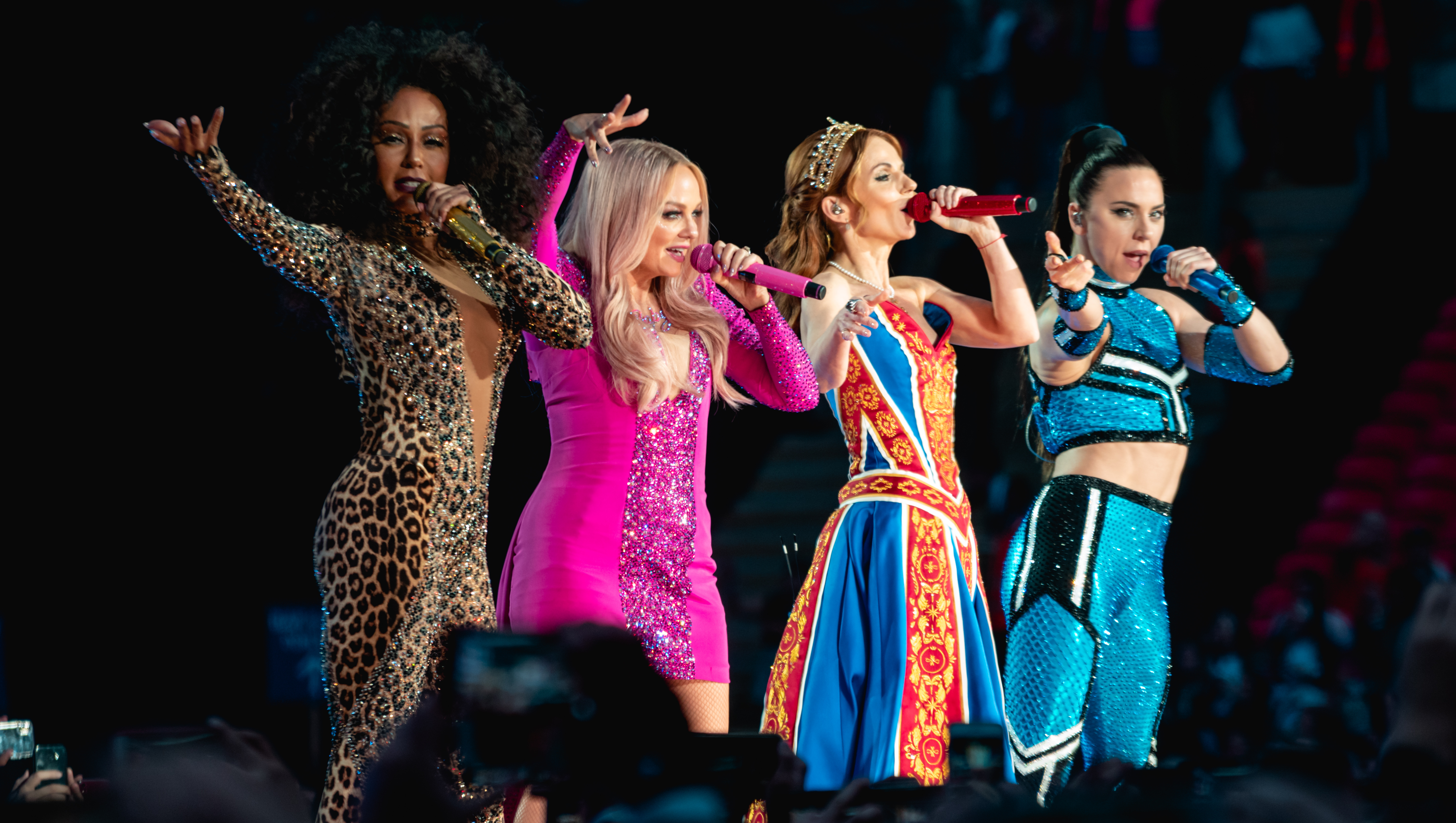
Spice Girls (без Бекхем) виступають на стадіоні Wembley, Лондон, 06.2019.

Наприкінці 2018 року Spice Girls офіційно оголосили про свій другий тур возз'єднання, квитки на який надійшли у продаж у листопаді 2018 року. Вони повідомили, що зроблять це як квартет, без Бекхем, оскільки вона відмовилася приєднатися через зобов'язання щодо свого модного бізнесу. Повідомлялося, що кожна з чотирьох учасниць отримала 12 мільйонів фунтів стерлінгів за тур.
24 травня 2019 року вони розпочали Spice World – 2019 Tour по Великій Британії та Ірландії в Croke Park в Дубліні, Ірландія. Тур завершився трьома концертами на лондонському стадіоні «Вемблі», останній з яких відбувся 15 червня 2019 року. За 13 концертів тур зібрав 700'000 глядачів і заробив 78,2 мільйона доларів від продажу квитків. Триденний аншлаг на стадіоні «Вемблі» став найкасовішим заходом року, зібравши аудиторію в 221'971 глядачів і вигравши премію Billboard Live Music Awards 2019 за Top Boxscore (найкращі збори). Незважаючи на проблеми зі звуком на ранніх концертах, Анна Ніколсон (Anna Nicholson) у The Guardian написала: «Що стосується ностальгійних турів, це навряд чи можна було б покращити».
Паралельно з туром група об'єдналася з франшизою дитячих книг Mr. Men, щоб створити похідні товари, такі як книги, чашки, сумки та підставки. 13 червня 2019 року було повідомлено, що Paramount Animation дала зелене світло анімаційному фільму Spice Girls зі старими та новими піснями. Продюсером проекту мав бути Саймон Фуллер (Simon Fuller), а сценаристками — Карен Маккалла (Karen McCullah) та Кірстен Сміт (Kirsten Smith). Режисера не оголошували.

### 2020–2024
Відзначення ювілеїв
Щоб відзначити 25-річчя "Wannabe", у липні 2021 року було випущено міні-альбом, до якого увійшли раніше невидані демо-версії. 29 жовтня Spice Girls випустили Spice25, делюкс перевидання "Spice" з раніше невиданими демо-версіями та реміксами. Після делюкс релізу альбом знову увійшов до UK Albums Chart на п'ятому місці.
27 вересня 2022 року Spice Girls оголосили трек-лист Spiceworld25, ювілейного видання до 25-річчя їхнього альбому "Spiceworld". Нове видання включає раніше невидані концертні версії та ремікси, а також раніше доступні бі-сайди «Walk of Life», «Outer Space Girls» та мегамікс. Їхня пісня «Step to Me» була випущена вперше у цифровому форматі в той же день, що і анонс альбому. Spiceworld25 був випущений 4 листопада 2022 року і посів 46 місце в британському чарті альбомів UK Albums Chart. Для просування перевидання також були випущені нові музичні відео на пісні «Spice Up Your Life» і «Never Give Up on the Good Times».
Королівська пошта випустила п'ятнадцять марок, починаючи з 11 січня 2024 року, щоб відзначити 30-річчя Spice Girls.

## Альбоми
- 1996 Spice
- 1997 Spiceworld
- 2000 Forever
- 2007 Greatest Hits (збірка кращих хітів)

## Концертні тури
- Girl Power! Live in Istanbul[en] (1997)
- Spiceworld Tour[en] (1998)
- Christmas in Spiceworld Tour[en] (1999)
- The Return of the Spice Girls Tour[en] (2007–08)
- Spice World – 2019 Tour[en] (2019)

## Учасниці гурту
- Вікторія Бекхем (Victoria Beckham / «Posh Spice») (1994–2000, 2007–2008, 2012)
- Емма Бантон (Emma Bunton / «Baby Spice») (1994–2000, 2007–2008, 2012, 2018–тепер)
- Мелані Чисголм (Melanie Chisholm / «Melanie C» (1994–2000, 2007–2008, 2012, 2018–тепер)
- Джері Галлівелл (Geri Halliwell / «Ginger Spice») (1994–1998, 2007–2008, 2012, 2018–тепер)
- Мелані Браун (Melanie Brown / «Mel B») (1994–2000, 2007–2008, 2012, 2018–тепер)